# Episodi di R.I.S. - Delitti imperfetti (quarta stagione)

Logo della quarta stagione

La quarta stagione della serie televisiva R.I.S. - Delitti imperfetti è stata trasmessa in Italia dal 17 gennaio al 20 marzo 2008 su Canale 5, con 2 episodi a serata per 10 settimane consecutive.
| nº | Titolo                    | Prima TV Italia  |
| -- | ------------------------- | ---------------- |
| 1  | Delitto in facoltà        | 17 gennaio 2008  |
| 2  | Doppia vita               | 17 gennaio 2008  |
| 3  | Piano perfetto            | 24 gennaio 2008  |
| 4  | Il peso della tradizione  | 24 gennaio 2008  |
| 5  | Il cadavere scomparso     | 31 gennaio 2008  |
| 6  | Nessuna è al sicuro       | 31 gennaio 2008  |
| 7  | Corpo libero              | 7 febbraio 2008  |
| 8  | Il mostro in prima pagina | 7 febbraio 2008  |
| 9  | Sotto sequestro           | 14 febbraio 2008 |
| 10 | Il ragno                  | 14 febbraio 2008 |
| 11 | Fratello assassino        | 21 febbraio 2008 |
| 12 | Messa in onda             | 21 febbraio 2008 |
| 13 | Contaminati               | 28 febbraio 2008 |
| 14 | Il legionario             | 28 febbraio 2008 |
| 15 | La strage                 | 6 marzo 2008     |
| 16 | I colori dell'amore       | 6 marzo 2008     |
| 17 | Morte al circo            | 13 marzo 2008    |
| 18 | La tana del mostro        | 13 marzo 2008    |
| 19 | Un killer in fuga         | 20 marzo 2008    |
| 20 | Mors tua, vita mea        | 20 marzo 2008    |

## Delitto in facoltà
- Diretto da: Pier Belloni
- Scritto da: Mauro Casiraghi

### Trama
Nove mesi dopo. Daniele Ghirelli è il nuovo sotto tenente della squadra dei R.I.S. Il capitano Venturi si trova coinvolto nell'omicidio di un professore universitario di medicina legale, il caro vecchio amico Vittorio Coltri. Le indagini si fanno più torbide quando Venturi scopre che il professore ricattava alcune studentesse per ricevere favori sessuali. Le ragazze accettavano soprattutto per avere la laurea facile in cambio di queste prestazioni. Una ragazza era rimasta incinta ed era stata costretta ad abortire. Il fidanzato, ex membro della brigata folgore, aveva quindi deciso di assassinare il docente. Contemporaneamente Rinaldi, De Biase e Ghirelli si occupano della morte sospetta per annegamento di una ragazza diciottenne mora con gli occhi azzurri di nome Giada Maccese, trovata nuda nella vasca da bagno del suo nuovo appartamento.
- Curiosità: l'ambientazione di questo primo episodio ricorda molto il caso di omicidio di Marta Russo.
- Altri interpreti: Elisabetta Cavallotti (Adele Coltri), Marco Prosperini (Maurizio Fornaro), Alessandro Tiberi (Marco Satta), Chiara Gensini (Roberta Pacifico), Claudio Puglisi (Vittorio Coltri), Greta Scarano (Giada Maccese).

## Doppia vita
- Diretto da: Pier Belloni
- Scritto da Paolo Marchesini

### Trama
I R.I.S. di Parma indagano sull'omicidio di una ex infermiera, Marta Montorsi, costretta a prostituirsi per pagare i debiti del defunto marito. La causa della morte appare evidente: perforazione della carotide con la punta di un trapano. Ma dei lividi sulle braccia raccontano anche altro. I sospetti ricadono prima su un suo cliente Luca Bondioli e poi su un usuraio e proprietario di un bar e sala giochi, Fausto Raimondi e al suo barista e complice Loris che si scoprono di essere colpevoli perché la Montorsi voleva tornare alla sua vecchia vita, di tornare da sua figlia e di abbandonare il giro. 
Nel frattempo Emanuela Vandelli, la figlia di un deputato, viene trovata soffocata nella sua macchina alla periferia di Parma. La ragazza ha diciotto anni ed è mora con gli occhi azzurri, come Giada Maccese. Venturi crede ci sia un nuovo serial killer in circolazione.
- Altri interpreti: Valerio Foglia Manzillo (Loris), Roberta Lena (Marta Montorsi), Maurizio Zacchigna (on. Vandelli), Christian Adorno, Pino Calabrese (Fausto Raimondi), Miriam Mesturino (mamma di Saverio Foschi), Chiara Nicola (Emanuela Vandelli), Donato Placido (Luca Bondioli), Fabio Vannozzi (cliente di Marta), Ilaria Serrato (Benedetta Piccoli).

## Piano perfetto
- Diretto da: Pier Belloni
- Scritto da: Francesco Balletta

### Trama
La squadra è divisa tra chi crede all'esistenza di un nuovo serial killer, che colpisce ragazze diciottenni, more e con gli occhi azzurri, e chi pensa si tratti di coincidenze. Tra i primi, il capitano Venturi crede fermamente in questa ipotesi: gli sviluppi delle indagini chiariscono che è in azione un nuovo seriale. Giorgia inizia a frequentare Luca, un tatuatore misterioso.
Nel frattempo De Biase, Rinaldi e Ghirelli si occupano di un incidente stradale in cui è rimasto ucciso Luca Sanna, mentre il figlioletto Dario invece muore in ospedale: le indagini rivelano che non si è trattato di una fatalità. Francesca e Daniele invece indagano sulla morte di una cinquantenne casalinga, Margherita Bacchi, ritrovata con una penna a sfera piantata in un occhio.
- Altri interpreti: Ivano De Matteo (Luca Sanna), Alessia Goria (Alessandra Moretti), Ettore D'Alessandro (Luca), Sergio Pierattini (Viliegi), Aline Pilato (Margherita Bacchi), Fabrizio Raggi (Quadrari), Maurizio Zacchigna (on. Vandelli), Ilaria Serrato (Benedetta Vico).

## Il peso della tradizione
- Diretto da: Pier Belloni
- Scritto da: Laura Nucilli

### Trama
Una ragazza pakistana di nome Selima viene trovata seppellita a fianco a dei binari, imbragata e con il corpo rivolto a sud est verso La Mecca. L'autopsia non lascia dubbi: è stata assassinata a colpi di forbice e poi lavata con del sapone neutro. I genitori l'avevano ripudiata perché aveva deciso di vivere all'occidentale e sposare un ragazzo italiano. Alle indagini lavorano Francesca e Ghirelli: i sospetti si concentrano sulla famiglia di lei e su Hamein Nasrat, il ragazzo pakistano che avrebbe dovuto, secondo il padre, diventare il marito della ragazza e l'ha uccisa. 
Intanto il seriale colpisce ancora: Benedetta Piccoli, una diciottenne di Torino, viene trovata impiccata ad un albero in un parco pubblico. La notizia arriva alla stampa per una parola di troppo di Ghirelli. Venturi e Tosi tengono una conferenza stampa per calmare le acque.
- Curiosità: questo episodio è tratto da un fatto di cronaca nera avvenuto veramente nell'estate 2006, l'omicidio di Hina Saleem.
- Altri interpreti: Alice Carbone, Fathy El Gharbawy (padre di Selima), Ilaria Serrato (Benedetta Piccoli), Martina Pinto (Azzurra Risi), Roberta Bizzini (Clara), Elena Falgheri (madre di Benedetta), Hafedh Khalifa (Hamein Nasrat), Guido Laurjni, Paolo Ricca (Stefano D’Acquino).

## Il cadavere scomparso
- Diretto da: Pier Belloni
- Scritto da: Barbara Petronio e Leonardo Valenti

### Trama
La stampa divulga la notizia dell'esistenza del nuovo serial killer e tra la gente scoppia una psicosi. Al R.I.S. si presenta la giovane Azzurra Risi per segnalare di aver ricevuto delle chiamate anonime. Venturi e i suoi decidono di non lasciarla mai sola per stanare il killer che però non uscirà allo scoperto puntando un’altra ragazza.
Giovanni e Vincenzo si occupano di un cadavere scomparso dall'obitorio poco prima dell'esame autoptico: Andrea Fornasari era morto schiantandosi contro un albero con la propria auto ma in realtà si scopre che ad ucciderlo è stata una errata manovra di soccorso da parte di un paramedico, rompendogli l'osso del collo. Intanto un borseggiatore di nome Matteo Sandri viene preso a botte in metro a Milano, poiché scambiato per il killer dai presenti, e muore in ospedale.
- Altri interpreti: Azzurra Antonacci (Mariangela Vitalis), Emanuele Arrigazzi (paramedico Tony), Alberto Basaluzzo (paramedico Gianluca), Martina Pinto (Azzurra Risi), Ettore D'Alessandro (Luca), Massimo Tarducci (assalitore metro), Angelica Leo (Stefania Radice), Majlinda Agaj (fidanzata di Fornasari), Andrea Bruschi (Riccardo Corelli), Federico Mancini (paramedico), Igor Mikhaylov (Lorenzo Corelli), Domenico Minutoli (assalitore metro), Marco Prosperi (Andrea Fornasari), Roberto Visconti (Matteo Sandri).

## Nessuna è al sicuro
- Diretto da: Pier Belloni
- Scritto da: Barbara Petronio e Leonardo Valenti

### Trama
Il mostro delle diciottenni ha colpito ancora, ma stavolta sul corpo della vittima Stefania Radice la dottoressa Morandi trova una macchia di sangue dell'assassino. In laboratorio gli scienziati forensi esaminano il DNA e il contenuto del sangue. All'interno ci sono tracce di un farmaco antipsicotico in via sperimentale che, a Parma, viene usato in un solo istituto per l'igiene mentale. Il mostro delle diciottenni potrebbe essere uno psicotico autolesionista ma anche questa ipotesi presto viene scartata.
Nel frattempo si indaga anche sulla morte dell’operaio Giovanni Morganti che si scoprirà essere stato ucciso dal proprio capo per aver cercato di chiamare il 118 per soccorrere il collega Bosic.
- Altri interpreti: Ettore D'Alessandro (Luca), Angelica Leo (Stefania Radice), Cesare Apolito (Renato Giacomelli), Riccardo Zinna (capo di Morganti), Andrea Lolli (Mariano Testa), Beatrice Palme (dottoressa di Testa), Valon Ratkoceri (Bosic), Fabrizio Romano (Giovanni Morganti), Federico Rosati (Ennio Zucchi).

## A corpo libero
- Diretto da: Pier Belloni
- Scritto da: Vinicio Canton

### Trama
Il mostro delle diciottenni colpisce ancora, rapendo una ginnasta della nazionale, Denise Bartolini, ma lasciandosi dietro un testimone: tuttavia, quest'ultimo, tale Max Castaldi, non riesce a ricordare nulla dell'accaduto. Sul luogo del rapimento vengono trovate tracce di terriccio e uova di insetto che si devono ancora schiudere: potrebbero servire per identificare il luogo in cui è tenuta la vittima.
Nel frattempo la commerciante Anna Maria Trezzi, cara amica di Rocchi, viene assassinata dalla 'ndrangheta per essersi ribellata alle estorsioni, ma si scopre che è stata uccisa da una sua amica, perché suo figlio aveva una relazione con la vittima. Francesca si occupa della morte della sua amica Laura, da tempo malata di sclerosi, soffocata dal suo ex. Vincenzo inizia a frequentare la collega Michela Riva.
- Altri interpreti: Giovanna Bozzolo (commerciante), Francesca De Martini (Laura), Marco Fubini (fisioterapista Filippo), Eugenio Nicola Marinelli (ex di Laura), Enzo Saturni (Stefano Marini), Armando Carino (padre di Denise), Rosario Coppolino (commerciante), Marta Meneghetti (dottoressa), Roberto Vandelli (amico di Laura), Arianna Ciucci (Denise)

## Il mostro in prima pagina
- Diretto da: Pier Belloni
- Scritto da: Filippo Kalomenidis

### Trama
Si scopre che Denise è stata legata al tubo di una diga che, alle quattro in punto, è invasa dall'acqua del canale. Venturi insieme a Giorgia e Giovanni riusciranno a salvarla appena in tempo. I carabinieri riescono poi a identificare il mostro tramite tracce di una crema vaginale utilizzata dai ginecologi. Rocchi svolge una ricerca e scopre che le vittime erano in cura dallo stesso ginecologo, Stefano Marini, il quale aveva una perversione per la pornografia di ragazze minorenni. Dopo essere stato arrestato, il ginecologo si suicida in carcere, con grande sgomento di tutti: soprattutto di Venturi, che aveva iniziato a dubitare della sua colpevolezza. 
Nel frattempo il maresciallo De Biase, Ghirelli e Francesca indagano sulla scomparsa di un ragazzo tossico, che viveva in una comunità: il ragazzo viene ritrovato cadavere, immerso in una colata di cemento solidificato.
- Curiosità: la scena della diga dove viene trovata imprigionata Denise è stato girato alla diga del Turano nel Reatino.

- Altri interpreti: Carolina Felline (Morgana), Paolo Bernardini (Simone Zanchi), Enzo Saturni (Stefano Marini), Bruno Torrisi (Giuliano Zoratto), Chiara Mastalli (Chiara Marini), Arianna Ciucci, Ettore D'Alessandro (Luca), Gianni Franco (Carlo Zanchi), Paolo Giangrasso (Antonio Miraglia), Massimiliano Magrini (dottore).

## Sotto sequestro
- Diretto da: Pier Belloni
- Scritto da: Paolo Marchesini

### Trama
Tosi, Di Maio e Venturi stanno tenendo una conferenza stampa per spiegare gli sviluppi dell’indagine sul serial killer quando irrompe Chiara Marini che attacca gli inquirenti colpevoli di aver portato il padre alla morte. 
Durante una rapina in banca finita male, una guardia giurata viene uccisa e un rapinatore fugge. Un altro malvivente rimane ferito e decide di prendere in ostaggio la Morandi, che in quel momento si trovava in banca per un prelievo, per farsi medicare. La donna verrà salvata a medicina generale dopo aver medicato Zanon.
Nel frattempo De Biase e la Riva si trovano a Borgonovo impegnati a risolvere il caso della morte di Walter Bresciani.
- Altri interpreti: Chiara Mastalli (Chiara Marini), Joe Capalbo (rapinatore), Bruno Corazzari (Walter Bresciani), Pieraldo Ferrante (Andrea Costantini), Marta Iacopini (moglie di Stefano Marini), Licia Navarrini (Rosy Bresciani), Damir Todorovic (Mirko Zanon), Giovanni Argante (Raul Bonetti), Maria Luisa De Crescenzo (Lorena), Federico Firmani, Elena Magoia (farmacista).

## Il ragno
- Diretto da: Pier Belloni
- Scritto da: Mauro Casiraghi

### Trama
Un vecchio amico di Ghirelli, Marco Palumbo, un hacker conosciuto nel suo ambiente come "il ragno", viene assassinato brutalmente per un software che aveva nascosto. Per la prima volta gli scienziati forensi si trovano ad indagare sul mondo dei crimini informatici, che ha condotto all'orrido omicidio.
Parallelamente la squadra indaga sulla morte di Ferruccio Carnevali. La moglie di Omero Trani, Cinzia Santelli, accusa il marito di averlo ucciso perché lei aveva deciso di andare a stare da lui.
Grazie alle dichiarazioni di un pentito viene ritrovato il corpo di Manuel, un bambino di dieci anni rapito e assassinato due anni prima. Al collo del piccolo, però, viene rinvenuta la collanina che i genitori avevano regalato a Giovanni e al fratello per la prima comunione. Venturi chiede a Rinaldi di rimanere fuori dall’indagine che riguarda il fratello Sebastiano. 
Non essendo convinto della colpevolezza di Marini, Venturi si rimette al lavoro con la Levi. 
- Altri interpreti: Lorenzo Alessandri (Omero Trani), Veronica Bruni (Cinzia Santelli), Monica Comegna (Sonia), Marco Mario de Notaris (Stinco), Marta Iacopini (moglie di Stefano Marini), Chiara Mastalli (Chiara Marini), Mauro Farfaglia (Bruno Casale), Barbara Mautino (Barbara Rinaldi), Gianmarco Tavani (Marco Palumbo), Marco Todisco (Jacopo Rinaldi).

## Fratello assassino
- Diretto da: Pier Belloni
- Scritto da: Barbara Petronio e Leonardo Valenti

### Trama
Esaminando il proiettile che ha ucciso Manuel Del Poggio e comparandolo con quello della pistola con cui si è suicidato il fratello di Rinaldi, si scopre che l'arma è la stessa. Per Rinaldi questa è una questione personale: il tenente lavora per chiarire le cose ma è sconvolto perché è chiaro che suo fratello ha partecipato al rapimento del bambino. Rinaldi scopre che è coinvolta anche la moglie del fratello, Barbara, e che Sebastiano si era tolto la vita perché non poteva sopportare di essere coinvolto nell’uccisione di un bambino: infatti il piccolo Manuel era stato ucciso dal suo compare Ruggero Galeazzi poiché lo aveva visto in faccia.
Levi, Riva e De Biase intanto indagano sulla morte di un’anziana signora. 
Vincenzo chiede di essere trasferito alla territoriale. C’è del tenero tra la Levi e Castaldi, l’uomo investito dal serial killer, e Venturi sembra essere geloso.
- Altri interpreti: Valeria Sabel (Annalisa), Massimiliano Vado (Ruggero Galeazzi), Barbara Mautino (Barbara), Martina Melani (Fabiana), Clive Riche (figlio di Annalisa), Marco Todisco (Jacopo Rinaldi).

## Messa in onda
- Diretto da: Pier Belloni
- Scritto da: Barbara Petronio e Leonardo Valenti

### Trama
La tregua con il mostro delle diciottenni è finita e il maniaco rapisce niente meno che Chiara Marini, la figlia del ginecologo sospettato di essere il fantomatico mostro. Il serial killer la rinchiude in un luogo simile ad una cantina e la filma con una videocamera, che trasmette il messaggio anche alle televisioni. Tramite l'aiuto del capitano Venturi e dei suoi la ragazza riesce a fuggire, ma il maniaco riesce a recuperarla e ucciderla con una pugnalata. Per Venturi questa diventa una questione personale e usa tutte le proprie risorse per arrivare alla cattura del mostro. Il killer risulta essere Tommasi, un giovane collaboratore del dottor Marini addetto alla reception. Ghirelli riesce a rintracciare il segnale del telefono del maniaco, e a raggiungere prima dei colleghi la cantina in cui si nasconde: lì incontra il presunto serial killer, che lo costringe ad ucciderlo.
- Altri interpreti: Marta Iacopini (moglie di Stefano Marini), Chiara Mastalli (Chiara Marini), Igor Righetti (direttore tv), Gaetano Varcasia (avvocato di Tommasi).

## Contaminati
- Diretto da: Pier Belloni
- Scritto da: Francesco Balletta

### Trama
Ghirelli viene accusato dell'omicidio del serial killer e allontanato dalle indagini: Rinaldi deve cercare di capire chi tra i due ha sparato per primo. Se Ghirelli ha ucciso il serial killer per legittima difesa, sarà reintegrato nel team; altrimenti, dovrà essere processato. 
Brutta giornata alle poste per i De Biase che, durante il ritiro di un vaglia, sono testimoni oculari della dispersione di una polvere bianca, nascosta all'interno di una scatola e che finisce in faccia a tale Paolo Lojacono. La polvere potrebbe essere antrace o un virus simile. Venturi e la Levi lottano contro il tempo per identificare il misterioso virus: l'azione potrebbe essere un attentato terroristico biologico. 
Viene provata l'innocenza di Ghirelli: l'informatico dei R.I.S. ha sparato al killer dopo averlo visto premere il grilletto della pistola (e quindi per legittima difesa, credendo che Tommasi volesse sparargli); tuttavia, il proiettile non è mai partito: la maionese contenuta nel tramezzino che Tommasi stava mangiando prima dell'arrivo di Ghiro si rivela decisiva nelle indagini.
- Altri interpreti: Elena Arvigo (impiegata posta), Paolo De Giorgio (pompiere), Gennaro Diana (cliente posta), Andrea Napoleoni (Ciaralli), Guido Quintozzi (direttore posta), Juliet Esey Joseph (cliente posta), Paolo Giovannucci (Paolo Lojacono), Desiree Manetti (cliente posta), Paola Migneco (Marcella Pareti).

## Il legionario
- Diretto da: Pier Belloni
- Scritto da: Laura Nucilli

### Trama
Venturi e la Levi si recano in Corsica per esaminare lo scheletro di un legionario la cui vera identità potrebbe essere quella di Filippo Carpegna, un ragazzo che, otto anni prima, insieme a un suo compagno, violentò e uccise a bastonate una ragazza di quindici anni di nome Serena dopo averla adescata all'uscita di scuola. L'esame del DNA mitocondriale (quello nucleare era distrutto) comparato con quello della madre del presunto legionario risulta essere lo stesso. Il misterioso legionario sembra essere quindi morto, ma qualcosa nell'analisi dei campioni non quadra. I RIS scopriranno che Carpegna è vivo e che si è sostituito con il cugino, figlio della sorella gemella di sua madre Eleonora, che in realtà era morto di tumore.
In parallelo la squadra indaga sul caso di un uomo che è morto per vendere un rene. La moglie di Colaianni dice che l’ha fatto perché aveva bisogno di soldi. La dottoressa che ha operato, Veronica Sinibaldi, si suicida davanti agli occhi di Rinaldi. Questo, insieme a Rocchi e De Biase, risolveranno il caso.
Venturi bacia la Levi che contraccambia con altrettanta passione. Successivamente il capitano si reca alla trasmissione televisiva Matrix di Enrico Mentana e, davanti a milioni di telespettatori, si assume le colpe della morte del dottor Marini e della figlia annunciando di aver rassegnato le dimissioni dall'Arma.
- Curiosità: il caso è in parte ispirato alla storia di Andrea Ghira, uno dei tre massacratori del Circeo.
- Altri interpreti: Enrico Mentana (se stesso), Gisella Burinato (Eleonora Carpegna), Massimo Bagliani (dottor Marchetti), Paolo Buglioni (Salini), Emiliana Franzone (madre di Serena), Alessandro Lombardo (Filippo Carpegna), Monica Samassa (Veronica Sinibaldi), Marta Altinier (moglie di Colaianni), Fabrice Darzens.

## La strage
- Diretto da: Pier Belloni
- Scritto da: Paolo Marchesini

### Trama
Tosi ha costretto Venturi a ritirare le dimissioni e lo ha messo in licenza per un paio di settimane. Il capitano ha affittato un appartamentino in un borgo medievale. Nel frattempo lo sostituisce la Levi.
Una palazzina incendiata nasconde un orribile eccidio: cinque vittime, di cui una è un bambino di due anni, e un solo sopravvissuto che non ha visto e non ricorda nulla. 
Nel frattempo si arriva alla conclusione che il mostro delle diciottenni è ancora in circolazione e che Tommasi era solo una personalità sottomessa, che molto probabilmente aveva eseguito i delitti. Ci si trova di fronte quindi ad un serial killer che agisce da "mente superiore", e uno che si comporta da "braccio". Tommasi era chiaramente affascinato dalla personalità del mostro e si lasciava manipolare psicologicamente per compiere gli omicidi.
- Curiosità: il caso è ispirato alla strage di Erba.
- Altri interpreti: Gianni Agro (Remondi), Lombardo Fornara (padre di Simona), Hedy Krissane (Ahmed), Michele Nani (Giulio Cremonini), Bruno De Stephanis (avvocato dei Cremonini).

## I colori dell'amore
- Diretto da: Pier Belloni
- Scritto da: Filippo Kalomenidis

### Trama
Una giovane artista di nome Marica viene trovata morta nel suo studio, completamente nuda e sporca di sangue. La ragazza era bisessuale e aveva rapporti con una critica d'arte e con il direttore del museo, primi sospettati per l'omicidio. Daniele e Francesca invece si occupano del caso di un motociclista spericolato, noto come Den, che causa incidenti stradali, guidando la sua moto ad altissima velocità. 
Intanto Venturi, tornando a casa, trova il cadavere di una vittima del serial killer come segno di sfida.
- Altri interpreti: Jacopo Bonvicini (Alessio), Alisa Bystrova (Marica), Marcello Catalano (Canova), Lia Zinno (critica d’arte), Felice Casciano (Fabrizio Parisi), Daniela Fazzolari (Den), Francesca Ferrazzo, Manuela Ventura (Marta Canova).

## Morte al circo
- Diretto da: Pier Belloni
- Scritto da: Francesco Balletta

### Trama
Durante le prove per uno spettacolo, un trapezista di nome Markus cade da un'altezza di diverse decine di metri, schiantandosi al suolo. Sembra uno sfortunato incidente, ma dall'analisi della scena del crimine e dai risultati dell'autopsia si scopre che l'uomo è stato avvelenato con del cianuro, mischiato alla polvere che usano i trapezisti per avere una presa migliore. 
Nel frattempo si scopre che la ragazza trovata morta a casa di Venturi era una suora di diciotto anni, con i capelli scuri e gli occhi azzurri di nome Agnese Corsano. La causa della morte è imputabile alla rottura tramite rotazione del collo della vittima. Venturi raggiunge il monastero dove la ragazza è stata rapita e nella cappella viene trovata un'impronta digitale di Ghirelli. Potrebbe essere lui il mostro delle diciottenni? Il tenente viene sospeso in via precauzionale anche se dice di essere innocente.
- Altri interpreti: Anna Maria De Luca (suora), Marco Mario de Notaris (Stinco), Elisabetta Rocchetti (collega di Markus), Bruno Santini (Furlan), Massimo Sarchielli.

## La tana del mostro
- Diretto da: Pier Belloni
- Scritto da: Mauro Casiraghi

### Trama
Ghirelli è sospeso, ma riesce a dimostrare di essere innocente. Il mostro ha rilevato le sue impronte da qualche superficie, scannerizzandole e stampandole su un foglio lucido, per poi applicarle sul porta candele della cappella. 
Nel frattempo, Francesca e Giorgia indagano sull'omicidio di un barbone violinista trovato morto in un barcone; si scopre che Giuliano Campana (il barbone) stava cercando di salvare una ragazza di nome Carolina e di aspetto simile alla sua moglie deceduta, da uno stupro: a quel punto lo stupratore della ragazza ha ucciso il violinista e caricato il suo corpo senza vita sul barcone. 
Intanto dei residui di terra rossa dei campi da tennis, rinvenuti sui vestiti dell'ultima vittima del mostro, conducono i R.I.S. ad un centro abbandonato: qui, nascosto da un tombino, viene trovato il laboratorio del mostro e la sua camera delle torture, insieme ai macchinari per bonificare la scena del crimine. Su un tavolo, inoltre, viene rinvenuto il bicchiere dal quale il mostro ha preso le impronte di Ghirelli. All'interno ci sono tracce di un farmaco antidolorifico, che Ghirelli ricorda di aver consegnato al testimone oculare del terzo rapimento: l'artista Castaldi, fidanzato di Giorgia, che vistosi scoperto la aggredisce.
- Altri interpreti: Marco Mario de Notaris (Stinco), Davide Lepore (Giuliano Campana), Prospero Richelmy (direttore circolo), Isabella Aldovini (Carolina), Liliana Paganini (sorella di Campana), Corrado Scalia (avvocato e padre di Vanni), Jacopo Bonvicini (Alessio).

## Killer in fuga
- Diretto da: Pier Belloni
- Scritto da: Paolo Marchesini, Barbara Petronio e Leonardo Valenti

### Trama
Venturi e la squadra, tramite le prove raccolte nel laboratorio del mostro, sono giunti alla conclusione che il serial killer è Castaldi. Giorgia, tuttavia, è nelle mani del mostro ma riesce a liberarsi e a fuggire in giardino attraverso la finestra del bagno. Qui viene raggiunta dalla sua squadra mentre Castaldi scompare. Il killer in realtà si chiama Andrea Gandin, incensurato, e uccide per vendicare la morte della sua ragazza Sofia avvenuta dieci anni prima in montagna per mano dell’amica Irene Mannucci, perché la sua corda si stava spezzando e quindi a Irene è costretta a tagliarle la corda, uccidendola. Venturi e Ghirelli all’improvviso si ricordano di aver incrociato Gandin ai test di ammissione al RIS quando lui fu bocciato così da scatenare l’odio nei loro confronti. Gandin fa finta di scappare a Istanbul quando in realtà sequestra Sara Mannucci, sorella diciottenne di Irene.
Intanto si indaga sulla morte di una donna, Livia Gibertini, avvenuta in un centro benessere a causa di una fuga di gas: la donna era in vacanza con il marito Tullio e gli amici Franco e Angela Berardi.
- Altri interpreti: Veronika Logan (Angela Berardi), Tommaso Ragno (Tullio Gibertini), Katia Greco (Sara Mannucci), Giampiero Mancini (Franco Berardi), Paola Michelini (Irene Mannucci), Matteo Reza Azchirvani (camionista).

## Mors tua, vita mea
- Diretto da: Pier Belloni
- Scritto da: Luca Monesi

### Trama
Per fermare Gandin, Venturi e la Levi rischiano la vita. Vengono sequestrati dal criminale e nascosti in una centrale eolica, dove c'è un ordigno pronto a esplodere. L'unica soluzione è una loro importante decisione, ma un'altra ancora più importante si verifica quando si dichiarano l'uno con l'altra. Alla fine i due colleghi riescono a salvarsi e i R.I.S riescono a bloccare il killer, che prova a togliersi la vita durante la fuga.
- Altri interpreti: Katia Greco (Sara Mannucci), Paola Michelini (Irene Mannucci), Marco Todisco (Jacopo Rinaldi).